# 李福和
李福和，CBE，JP[?]（1916年9月26日—2014年7月4日），香港銀行家和政治家，於1984年至1997年擔任東亞銀行董事局主席，1973年至1981年擔任立法局非官守議員、1978年至1985年擔任行政局非官守議員。
李福和是香港望族李佩材家族的成員，1940年自美國學成返回香港後，即加入家族參與經營的東亞銀行任職，在1984年出任董事局主席前，他於1949年出任助理經理、1958年加入董事局、1961年出任經理、1964年擔任副總經理、以及在1972年至1977年擔任總經理。在東亞主席任內，他積極拓展中國大陸業務，除了廣開分行以外，還與中國大陸的銀行合作尋找商機。自1997年退任董事局主席後，他繼續留任董事一職至2008年才引退。
擔任不少社會公職的李福和在任兩局議員期間，於1977年至1985年兼任香港工業邨公司主席，後期又參與處理香港前途問題，多次奔走於英國和香港兩地，1985年卸任行政局議員以後才逐漸淡出香港政壇。

## 生平

### 早年生涯
李福和祖籍廣東鶴山，1916年9月26日生於香港，是香港望族李佩材家族的成員，其祖父李佩材是本地殷商，19世紀透過從事食米進口、船運和地產等業務致富。李福和的父母分別是李子方（又名李作聯）和鄧秀卿，李子方在1918年參與創辦東亞銀行，後來歷任立法局非官守議員和東亞銀行經理等職。李福和在家中六兄弟排行第二，另有三名胞姊妹，其中五弟李福逑是香港政府早期的華人政務官，是開埠以來首位出任社會福利署署長、社會事務司和民政司的華人，並嘗任行政立法兩局官守議員。
李福和在1928年至1932年間受教於皇仁書院，1932年至1934年轉讀聖若瑟書院。在1934年，他前往美國麻省升學，於波士頓大學主修工商管理，1937年獲理學士學位畢業後，旋即於紐約大學深造，1939年再獲商業科學碩士（M.C.S.）學位。李福和日後也曾於美國的哈佛大學進修。

### 商業生涯

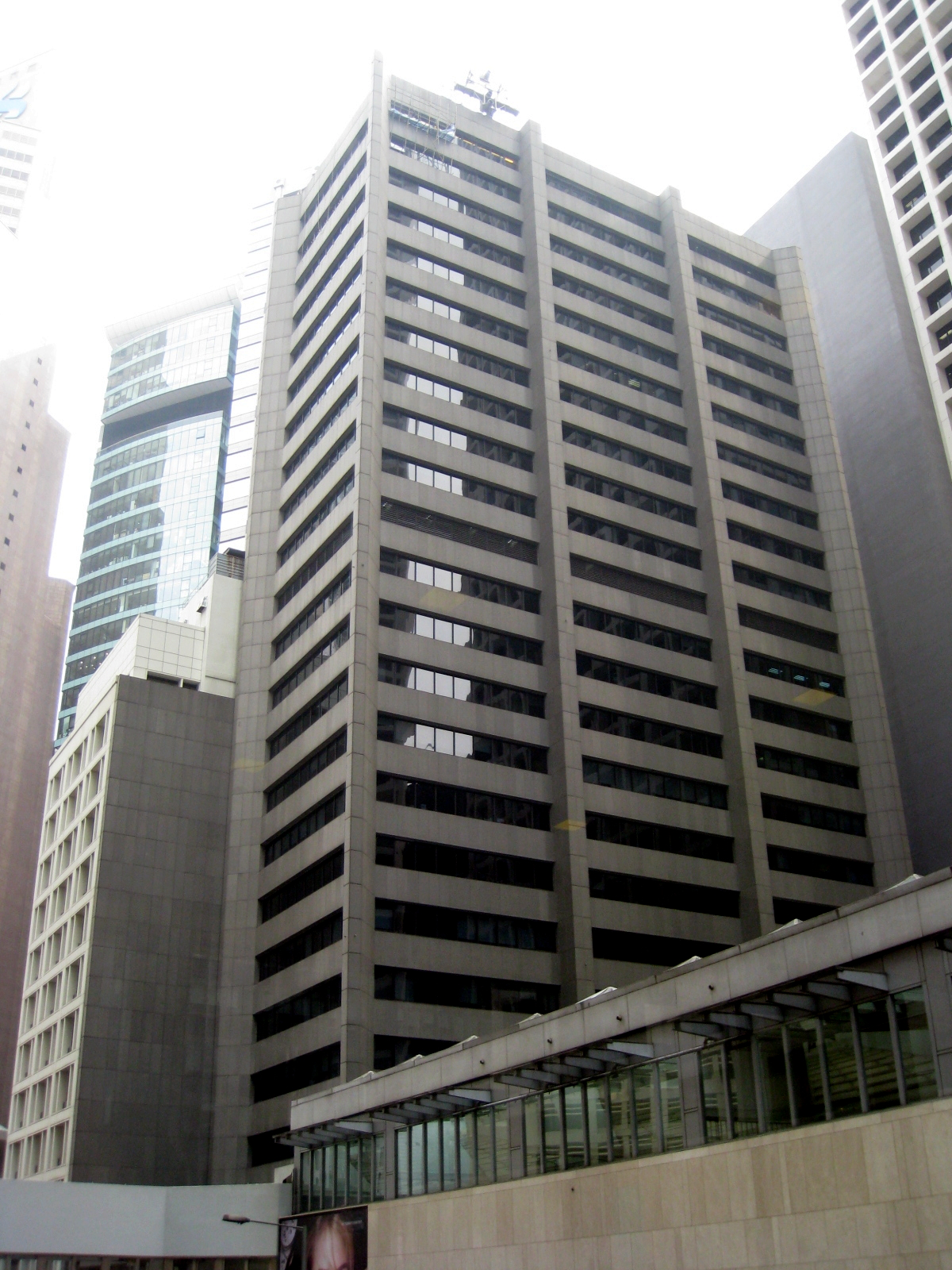
1983年啟用、位於中環的東亞銀行新總行大廈

從紐約大學畢業後，李福和最先於1939年加入紐約市的大通銀行分行實習，1940年返回香港後，即加入家族有份創辦和經營的東亞銀行，從屬於初級職位的助理會計員做起。1941年12月太平洋戰爭爆發和香港淪陷以後，香港進入日治時期，期間李福和一直繼續在銀行服務。
二戰結束以後，李福和在1949年1月出任東亞銀行助理經理，至1958年4月獲委任為該行董事。他後來又在1961年升任經理，以及在1964年出任副總經理。在1972年，他接替榮休的簡悅慶出任東亞銀行總經理，至1977年退任，由簡悅隆接替，但仍留任董事一職。在1984年，他再度復出，接替簡悅強爵士出任東亞銀行董事局主席，到1997年才由李國寶（後為爵士）接任。
在東亞主席任內，中英兩國政府早已於1984年協議好香港主權在1997年移交中國，有別於選擇淡出東亞業務的前任主席簡悅強，李福和對香港前途抱有信心，他除了在任內於香港開設不少新的分行以外，又隨著中國大陸「改革開放」，積極拓展內地市場，並在上海、深圳、廈門、廣州、珠海和大連等地開設分行，以及與其他內地主要銀行合作，尋找商機。在中港兩地以外，東亞銀行位於英國倫敦和美國紐約及洛杉磯等地的海外分行，也是由他擔任主席任內開設。
卸任東亞主席後的李福和仍然留任董事，到2008年才以91歲高齡退休，結束前後服務東亞銀行68年的生涯，退休時還特別獲董事局送贈一座有六匹駿馬的玉石擺設。除了東亞銀行的工作外，李福和自二戰以後也身兼多家公司的董事職務，當中計有和記黃埔、德昌電機控股、屈臣氏集團、其昌人壽火保險、均益倉、聯益倉、青洲英泥、南和行和北角碼頭等。

### 公職生涯
本身是聖公會港澳教區會眾的李福和，在戰後初年積極支持聖公會會務，並參與不少和聖公會相關的職務，其中包括在1945年至1961年任聖公會聖保羅堂榮譽司庫兼法衣室成員、1954年至1962年任聖公會北角聖彼得堂籌建委員會主席以及聖公會聖米迦勒小學新校舍籌建委員會主席。此外，他也嘗任聖保羅男女中學、聖馬可中學和聖公會聖米迦勒小學等聖公會學校的校董，並且是聖公會小學監理委員會委員及監理委員會的名譽司庫。

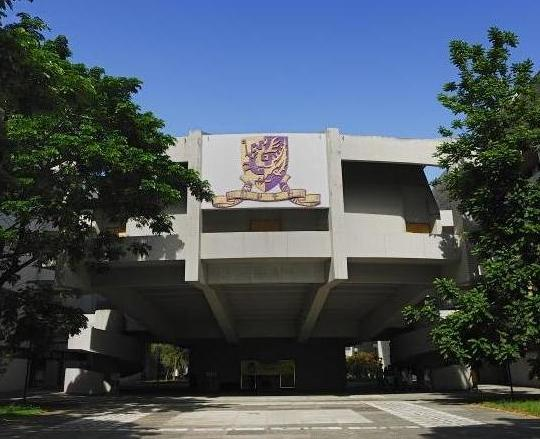
李福和在1970年至1981年擔任香港中文大學校董

另一方面，李福和早自1946年至1951年擔任香港保護兒童會會員，隨後分別在1948年至1950年和1950年至1951年先後出任聯席榮譽司庫和副主席。他在戰後早期參與的公職還包括香港中華基督教青年會九龍分部理事及榮譽司庫、香港痙攣協會委員及名譽司庫、以及國際痲瘋救濟會香港協會委員等。在1969年，他接替何瑾爵士夫人出任香港公益金副會長，後來曾出任公益金副贊助人。
積極參與社會公職的李福和也開始得到香港政府注意，他在1950年和1952年分別獲港府委任為租務法庭委員會委員和特別陪審員，復於1962年受任為港府的社會福利諮詢委員會委員、1963年至1968年出任港府蔬菜統營諮詢委員會委員、後來又歷任港府銀行業諮詢委員會委員和醫務發展諮詢委員會委員等職。李福和還關注香港中文大學的發展，他早於1961年出任聯合書院校董，聯合書院在1963年與新亞書院和崇基學院合組為香港中文大學以後，他繼續留任聯合書院校董至1967年。在1963年，李福和又獲委任為崇基學院校董，任內於1964年至1970年兼任校董會的名譽司庫，後於1970年接替林植豪出任校董會主席，至1976年由黃宣平接任。在1970年至1981年期間，他也身兼香港中文大學的校董。
李福和在1964年8月至1970年3月期間曾任港府公務員敘用委員會委員，就公務員的聘任事宜提供意見。在1970年卸任敘用委員會後不久，他連同羅桂祥等人獲港府委任為一個薪俸調查委員會的委員，而委員會主席一職則由英政府前任首席公務員事務專員馬立本爵士（Sir George Mallaby）出任，並由剛退休的外交部助理次官莫勤（James C. Morgan）擔任委員會顧問，負責檢討公務員薪級架構和薪俸制度。薪委會在1971年3月開始運作，同年8月向港府提交報告。不久以後，李福和連同莫勤和羅桂祥三人在1972年文憑教師薪酬運動進行期間，再次獲港府委任到一個名為「莫勤工作小組」（Morgan Working Group）的薪俸調查委員會工作小組，專門研究文憑教師的薪酬問題。工作小組在1972年11月初召開，同年12月將工作小組報告提交時任香港總督麥理浩爵士（後為勳爵）省覽，並在1973年2月14日向外公佈。然而，工作小組提出的加薪方案始終不獲文憑教師接納，文憑教師後來於1973年4月發動兩輪大規模罷工，最終才迫使港府讓步，接納由文憑教師一方提出的加薪要求。

### 兩局生涯
在1971年6月至7月，李福和首度獲港府奉委為立法局臨時非官守議員，替補因安子介離港而暫時遺下的空缺。隨後在1973年7月至1981年7月期間，他再獲港府正式奉委為立法局非官守議員，1978年9月起更獲港府奉委兼任行政局非官守議員。在兩局供職期間，他身兼多項公職，當中計有銀禧體育中心委員會委員、港府經濟多元化諮詢委員會委員、港府首長級薪俸及服務條件常務委員會委員、香港演藝學院項目委員會主席、港府徵用新市鎮土地研究工作委員會委員和港府工業貿易諮詢委員會委員等職。李福和在立法局內敢於批評政府的官僚作風，例如曾於1977年6月質疑政府租用費用高昂的康樂大廈作為辦公室，是浪費公帑的決定；此外，他還在局內多次提倡港府應該制定長遠的人口和土地供應政策，為香港的長遠發展做好準備。在1977年，港督麥理浩爵士設立由政府擁有的香港工業邨公司，負責在新市鎮開發新的工業區，李福和即獲委任為香港工業邨公司首任主席，而大埔工業邨和元朗工業邨都是在他任內主持開發的。
李福和在行政局供職期間，正值中英兩國政府就香港前途問題展開談判。在1982年9月中英正式展開第一輪前途談判前夕，李福和與鍾士元爵士、羅保（後為爵士）、鄧蓮如（後為女男爵）和陳鑑泉四位行政立法兩局非官守議員率先獲得時任港督尤德爵士提名出訪英國，會見英國首相戴卓爾夫人（後為女男爵）、外相卡靈頓勳爵和外務次官唐納德（後為爵士）等人，向英政府反映香港人對香港前途問題的立場。期間李福和等兩局代表促請中英雙方及早就香港前途問題展開正式談判，並定期公開談判進展，向港人作出交代。
在此後兩年多的中英談判中，李福和繼續多次隨兩局議員出訪英國，遊說英政府和國會議員為香港爭取一個最能符合香港人利益的前途安排。步入前途談判後期，行政局得悉英方已放棄在1997年後繼續行使對香港的主權，意味英方同意香港主權在1997年移交中國後，李福和等行政局議員設法就中英兩國計劃簽訂的《中英聯合聲明》發表意見。其中，李福和認為中英雙方計劃在過渡期前後設立、用以洽談主權移交細節事宜的中英聯合聯絡小組，絕不應該扮演任何權力機構的角色，也不應參與香港實質的行政管理。他的看法獲得中英雙方採納，後來更得以寫進中英兩國在1984年12月19日正式簽署的《中英聯合聲明》附件二第六條內。
《中英聯合聲明》正式簽署後不久，李福和即於1985年初退任行政局，但仍留任香港工業邨公司主席一職至同年底才告卸任，由張鑑泉接替。為肯定他多年來在政商界和社會公職方面的表現，李福和早於1964年11月20日受任港府的非官守太平紳士，並先後在1968年、1977年和1979年獲英廷賜予OBE勳銜、女皇銀禧獎章和CBE勳銜。此外，李福和也在1980年獲香港中文大學頒授榮譽社會科學博士學位，並且是英國的銀行家學會院士。

### 晚年生涯
李福和1985年從行政局退休後，不再參與政事，逐漸淡出香港政壇，在東亞銀行供職成為他餘下的主要工作。在2008年以91歲高齡退任東亞銀行董事後，他在香港過著低調的退休生活，直至晚年年事漸高和身體狀況倒退，才不再參與教會的活動。2014年7月4日，留醫數月的李福和在香港港安醫院逝世，終年97歲。其家屬隨後於7月14日在香港殯儀館為他設靈，翌日早上在他生前所屬的香港聖公會北角聖彼得堂舉行出殯安息禮，並由香港聖公會榮休大主教鄺廣傑主持講道。按照其生前意願，喪禮低調舉行，也不設治喪委員會。

## 個人生活
李福和信奉基督教，1940年11月19日在香港娶朱美琳（1914年－2012年4月5日）為妻。李福和夫人祖籍廣東開平，生於天津，1940年美國紐約大學社會學畢業，1950年起歷任香港家庭計劃指導會委員、義務秘書、司庫、副主席、主席和贊助人等職，1966年獲英廷頒授MBE勳銜。李福和夫婦倆育有一子四女，分別名李國星、李志德、李志齊、李志思和李志英。
李福和為香港扶輪社、香港鄉村俱樂部和美國會會員，興趣包括游泳和遠足。李福和對賽馬更是有特別深厚的興趣，他早在1932年12月由父親李子方引薦下加入香港賽馬會成為會員，當時只有16歲。李福和歷年來飼養的馬匹計有「捷足」、「高度」和「滿高」等十多匹，他在1960年9月獲選為馬會遴選會員，1972年9月當選馬會董事，後來更於1981年10月至1987年5月擔任馬會歷來首位副主席，任內曾於1986年接待訪問香港的英女皇伊利沙伯二世伉儷出席參觀沙田馬場的跑馬賽事。李福和卸任後曾留任馬會名譽董事，並獲委任為馬會名譽遴選會員及永久會員。

## 榮譽

### 殊勳
- 以下列出榮譽全稱及縮寫：^ 
  - 非官守太平紳士（J.P.） （1964年11月20日[4]）
  - 英帝國官佐勳章（O.B.E.） （1968年英女皇壽辰授勳名單[33]）
  - 女皇銀禧獎章 （1977年[1]）
  - 英帝國司令勳章（C.B.E.） （1979年元旦授勳名單[34]）
  - 銀行家學會院士（F.I.B.） （英國[1]）

### 榮譽學位
- 榮譽社會科學博士
  - 香港中文大學 （1980年[35]）

## 注腳
1. 1 2 3 4 5 6 7  Sinclair (1984), p.235.
2. 1 2  〈四大望族李家縱橫政商界〉（2011年11月11日）
3. ↑  〈李國能喪父，遵囑低調設靈〉（2011年11月11日）
4. 1 2 3 4 5 6 7 8 9 10 11 12 13 14 15 16 17 18 19 20 21  Walker (1973), p.274.
5. ↑  〈東亞銀行宣佈：李福和任總經理、簡悅隆任副經理〉（1972年4月4日）
6. ↑  〈東亞銀行總經理李福和年底榮休，簡悅隆昇總經理〉（1976年8月23日）
7. ↑  〈李福和獲選任東亞銀行主席〉（1984年3月23日）
8. ↑  〈李福和談香港經濟，預料繼續改善擴展〉（1985年3月9日）
9. 1 2  〈發展里程〉（造訪於2013年3月16日）
10. ↑  〈東亞與中行交行三和合資組上海財務公司〉（1989年3月31日）
11. 1 2 3  杜正之（2008年4月18日）
12. ↑  〈李福和接替何瑾夫人擔任公益金要職〉（1969年11月28日）
13. 1 2  〈李福和任立法局議員，兩局議員多人連任〉（1973年6月30日）
14. ↑  吳倫霓霞（1993年），頁266。
15. ↑  《校長報告書一九七八年至一九八二年》（1982年），頁44。
16. ↑  〈社論：公務員薪酬委員會工作最高的目標〉（1970年12月28日）
17. ↑  〈專業級政務級官員，薪級體制進行檢討〉（1970年8月21日）
18. ↑  OFFICIAL REPORT OF PROCEEDINGS (14 August 1971)
19. 1 2  OFFICIAL REPORT OF PROCEEDINGS (14 February 1973)
20. ↑  〈文憑教師薪酬報告，經已呈交港督審閱〉（1972年12月12日）
21. ↑  〈李福和暫任非官守議員〉（1971年6月27日）
22. ↑  〈李福和免任立法局議員〉（1971年7月27日）
23. 1 2  〈行政立法兩局非官議員變動〉（1978年8月30日）
24. ↑  〈李福和議員指出，機關辦事官僚化，港府應切實改善〉（1981年1月8日）
25. ↑  〈李福和在立法局質疑政府何以租用最貴租之康樂大廈〉（1977年6月16日）
26. ↑  〈張有興李福和主張應付人口增加，港府應擬定政策〉（1974年11月1日）
27. ↑  〈李福和議員建議擬訂土地供應計劃應付80年中期需要〉（1979年11月2日）
28. 1 2  〈張鑑泉下月出任工業邨公司主席〉（1985年12月21日）
29. 1 2 3  鍾士元爵士（2001年），頁36至38。
30. ↑  鍾士元爵士（2001年），頁86。
31. 1 2 3  鍾士元爵士（2001年），頁81。
32. ↑  〈行政局四骨幹大員傳將明秋任滿退休〉（1984年9月29日）
33. 1 2  "Supplement to Issue 44600 （页面存档备份，存于）", London Gazette, 31 May 1968, p. 20.
34. 1 2  "Supplement to Issue 47723", London Gazette, 29 December 1978, p. 17.
35. 1 2  "The Honourable Li Fook-wo, CBE, BS, MCS, FIB, JP" (1980)
36. 1 2 3  〈曾赴英參與香港前途談判、任東亞主席至97年，縱橫政商界40載李福和病逝〉（2014年7月11日）
37. ↑  〈講道重溫 - 李福和先生安息禮拜 - 鄺廣傑榮休大主教〉（2014年7月16日）
38. ↑  〈榮獲M.B.E.勳銜：李福和夫人朱美琳簡歷〉（1966年6月12日）
39. 1 2 3  〈終身會員李福和情繫賽馬〉（2005年9月29日）
40. ↑  〈李福和獲任馬會副主席〉，《華僑日報》第三張第四頁，1981年10月28日。
41. 1 2  〈馬會副主席李福和退休，麥蘊利繼任副主席〉（1987年5月14日）

### 中文資料
- 〈榮獲M.B.E.勳銜：李福和夫人朱美琳簡歷〉，《工商日報》第五頁，1966年6月12日。
- 〈李福和接替何瑾夫人擔任公益金要職〉，《工商日報》第六頁，1969年11月28日。
- 〈社論：公務員薪酬委員會工作最高的目標〉，《華僑日報》第一張第二頁，1970年12月28日。
- 〈專業級政務級官員，薪級體制進行檢討〉，《華僑日報》第二張第一頁，1970年8月21日。
- 〈李福和暫任非官守議員〉，《工商日報》第十頁，1971年6月27日。
- 〈李福和免任立法局議員〉，《工商日報》第十二頁，1971年7月27日。
- 〈東亞銀行宣佈：李福和任總經理、簡悅隆任副經理〉，《工商日報》第十頁，1972年4月4日。
- 〈李福和任立法局議員，兩局議員多人連任〉，《工商日報》第十二頁，1973年6月30日。
- 〈張有興李福和主張應付人口增加，港府應擬定政策〉，《工商日報》第八頁，1974年11月1日。
- 〈東亞銀行總經理李福和年底榮休，簡悅隆昇總經理〉，《工商日報》第六頁，1976年8月23日。
- 〈李福和在立法局質疑政府何以租用最貴租之康樂大廈〉，《工商日報》第八頁，1977年6月16日。
- 〈行政立法兩局非官議員變動〉，《華僑日報》第三張第一頁，1978年8月30日。
- 〈李福和議員建議擬訂土地供應計劃應付80年中期需要〉，《工商日報》第六頁，1979年11月2日。
- 〈李福和議員指出，機關辦事官僚化，港府應切實改善〉，《工商日報》第七頁，1981年1月8日。
- 〈李福和獲任馬會副主席〉，《華僑日報》第三張第四頁，1981年10月28日。
- 《校長報告書一九七八年至一九八二年 （页面存档备份，存于）》。香港：香港中文大學，1982年。
- 鍾士元爵士著，《香港回歸歷程－鍾士元回憶錄》。香港：中文大學出版社，2001年。
- 〈李福和獲選任東亞銀行主席〉，《工商日報》第七頁，1984年3月23日。
- 〈行政局四骨幹大員傳將明秋任滿退休〉，《工商日報》第七頁，1984年9月29日。
- 〈張鑑泉下月出任工業邨公司主席〉，《華僑日報》第二張第二頁，1985年12月21日。
- 〈李福和談香港經濟，預料繼續改善擴展〉，《大公報》第十三版，1985年3月9日。
- 〈馬會副主席李福和退休，麥蘊利繼任副主席〉，《華僑日報》第二張第一頁，1987年5月14日。
- 〈東亞與中行交行三和合資組上海財務公司〉，《大公報》大公經濟，1989年3月31日。
- 吳倫霓霞編，《邁進中的大學：香港中文大學三十年 （页面存档备份，存于）》。香港：中文大學出版社，1993年。
- 〈終身會員李福和情繫賽馬 （页面存档备份，存于）〉，《東方日報》A18，2005年9月29日。
- 杜正之，〈李福和榮休不再任東亞董事 Archive.today的存檔，存档日期2013-04-26〉，《香港經濟日報》A13，2008年4月18日。
- 〈發動教師大罷課[]〉，《蘋果日報》，2011年1月2日。
- 〈李國能喪父，遵囑低調設靈〉，《明報》港聞A04，2011年11月11日。
- 〈四大望族李家縱橫政商界〉，《明報》港聞A04，2011年11月11日。
- 〈曾赴英參與香港前途談判、任東亞主席至97年，縱橫政商界40載李福和病逝 （页面存档备份，存于）〉，《蘋果日報》，2014年7月11日。
- 聖公會北角聖彼得堂製作，〈講道重溫 - 李福和先生安息禮拜 - 鄺廣傑榮休大主教 （页面存档备份，存于）〉，YouTube，2014年7月16日。
- 〈發展里程 （页面存档备份，存于）〉，東亞銀行，造訪於2013年3月16日。

### 英文資料
- OFFICIAL REPORT OF PROCEEDINGS （页面存档备份，存于）, Hong Kong: Hong Kong Legislative Council, 14 August 1971.
- OFFICIAL REPORT OF PROCEEDINGS （页面存档备份，存于）, Hong Kong: Hong Kong Legislative Council, 14 February 1973.
- Walker, Joseph, Hong Kong Who's who: An Almanac of Personalities and Their Comprehensive Histories. Hong Kong: Rola Luzzatto, 1973.
- "The Honourable Li Fook-wo, CBE, BS, MCS, FIB, JP （页面存档备份，存于）", Bulletin Autumn - Winter 1980. Hong Kong: Chinese University of Hong Kong, 1980.
- Sinclair, Kevin, Who's Who in Hongkong. HK: Database Pub., 1984.

## 外部連結
- 李福和議員讚詞 （页面存档备份，存于），中文大學校刊（1980年）
- 曾赴英參與香港前途談判、任東亞主席至97年，縱橫政商界40載李福和病逝 （页面存档备份，存于），蘋果日報（2014年7月11日）
- 資深「賓架」，一生只打一份工 （页面存档备份，存于），蘋果日報（2014年7月11日）

| 商界職務            | 商界職務                               | 商界職務            |
| ------------------- | -------------------------------------- | ------------------- |
| 前任者： 簡悅強爵士 | 東亞銀行主席 1984年–1997年             | 繼任者： 李國寶     |
| 官衔                |                                        |                     |
| 前任者： 新創設     | 香港工業邨公司主席 1977年–1985年       | 繼任者： 張鑑泉議員 |
| 其他職務            |                                        |                     |
| 前任： 新創設       | 英皇御准香港賽馬會副主席 1981年–1987年 | 繼任： 麥蘊利       |
| 學術機關職務        |                                        |                     |
| 前任： 林植豪       | 崇基學院校董會主席 1970年–1976年       | 繼任： 黃宣平       |